# Jackie Stiles
Pour les articles homonymes, voir Stiles.
Jackie Stiles (née le 21 décembre 1978 à Kansas City au Kansas) est une joueuse américaine professionnelle de basket-ball évoluant au poste d'arrière et jouant brièvement en Women's National Basketball Association (WNBA).
Elle joue à l'Université d'État du Missouri (anciennement Southwest Missouri State University) de 1997 à 2001. Durant cette période, Stiles devient la première et reste la seule joueuse de la NCAA à avoir inscrit plus de 1 000 points en une saison (1 062) lors de son année senior jusqu'aux 1 109 points de Kelsey Plum en 2016-2017. Cette même année, elle remporta le Wade Trophy, qui honore la meilleure joueuse de basket-ball universitaire, ainsi que la Broderick Cup, qui honore la meilleure sportive universitaire.
Le 9 mars 2017, la joueuse des Huskies de Washington Kelsey Plum inscrit 57 points (19 tirs sur 28 , dont 6 sur 11 à trois points et 13 sur 16 aux lancers francs) pour porter son total en carrière à 3 397 points, surpassant les légendaires 3 393 points de Stiles
Lors de la draft 2001, elle est sélectionnée au 4e rang par le Fire de Portland et obtient le titre de Rookie de l'année de la WNBA, le 16 août 2001. Mais peu après, souffre de graves blessures, perturbant sa carrière WNBA.
Après que la faillite du Fire en 2002, Stiles est sélectionnée au 14e rang de la draft de dispersion par les Sparks de Los Angeles, mais ne joue pas de la saison, pour sa rééducation. Elle quitte la WNBA après cette saison, bien que ses droits soient toujours détenus par les Sparks.
En 2004, Stiles signe avec les Hawks de Lubbock (à Lubbock au Texas) de la National Women's Basketball League (NWBL). Mais elle n'a pas plus de succès, Stiles démarrant une carrière dans un nouveau sport, le cyclisme .
Le 29 septembre 2006, le Canberra Times annonce que Stiles fait son retour dans le basket-ball et pour jouer avec les Canberra Capitals dans la WNBL en Australie.
La plus jeune sœur de Stiles, Roxanne, suit les pas de son ainée en intégrant l'Université d'État du Missouri en 2006.
En août 2012, elle est engagée comme assistant coach de Loyola Marymount University à Los Angeles.

## Distinctions personnelles
- Rookie de l'année de la saison 2001[5]